# Rino Sashihara
Rino Sashihara (japonais : 指原莉乃), née le 21 novembre 1992, est une chanteuse et productrice musicale principalement connue pour avoir été membre des groupes d'idoles japonaises AKB48 et HKT48. Entre 2011 et 2015, elle a également fait partie du sous-groupe Not yet avec d'autres membres d'AKB48.
En 2017, Rino Sashihara se lance dans la production de groupes d'idoles et crée =Love. Plus tard, elle lancera également les groupes ≠Me et ≒Joy.

## Biographie
En octobre 2007, elle a auditionné et a été choisi en tant que stagiaire pour AKB48. Elle est à ce moment-là membre de la cinquième génération des Kenkyuusei. Après son stage, elle a été par la suite promue pour faire partie de la Team B. Elle apparaît pour la première fois dans le single d'AKB48, Ōgoe Diamond. En aout 2009, AKB48 a annoncé qu'elle serait transférée à la Team A, même si le transfert n'a pas eu lieu jusqu'en juillet 2010.
Le 4 décembre 2010, Sashihara tente de télécharger 100 articles en un jour sur son blog officiel, avec le nombre de pages vues de grande de 35 millions sur la même journée.
Son premier photobook Sashiko (さしこ) sort le 19 janvier 2012.
Sashihara joue le rôle principal dans le drama diffusé sur NTV « Muse no Kagami » à partir du 14 janvier 2012. Elle chante la chanson thème intitulé Soredemo Suki Da yo, qui a été publié en tant que son premier single solo le 2 mai 2012 sous le label major Avex Trax.
Le 15 juin 2012, au cours de l'émission de Radio AKB48's All Night Nippon, Yasushi Akimoto, producteur du groupe AKB48 annonce son transfert vers le groupe sœur HKT48 situé à Fukuoka. Ceci est probablement à la suite du scandale provoqué quelques jours auparavant par la parution dans un tabloïd d'un article accompagné de photos de sexting présumant d'une relation passée avec un petit ami alors qu'elle n'avait que 15 ans,,. Akimoto précise aussi qu'il ne s'agit pas d'une punition, mais plutôt d'un nouveau poste pour Sashihara afin de tout recommencer à zéro.
Le 20 juin, Sashihara fait une crise de panique sur scène, et fait de l'hyperventilation due au stress,.
Sashihara sort son second single, Ikujinashi Masquerade, le 17 octobre 2012, et il atteint la 1re place du classement de l'Oricon Weekly chart,.
Le 28 avril 2013, il a été annoncé que Sashihara assumera sa position chez HKT48 en tant que cogérante, tout en continuant à être un membre de la Team H.
Le 8 juin, au cours de la 5th General Election 2013 qui impliquait AKB48 et de ses groupes-sœurs, Sashihara obtient 150 570 votes, battant Yuko Oshima, qui elle a reçu 136 503 votes,.
Le deuxième photobook de Sashihara intitulé Neko ni Maketa (猫に負けた), dont les photos ont été réalisées à Okinawa et comportant 152 pages, est publié le 25 décembre 2013 par Kobunsha (光文社). Ce photobook contient des images sexy de Sashihara en maillot de bain, elle relève aussi quelques défis tels que du paddle surf, etc.
En avril 2014, une nouvelle Team d'HKT48 est révélée : la Team K4 (ou KIV ; prononcé "K four"), un shuffle a alors lieu des membres de la Team H sont transférés vers cette nouvelle Team. Rino Sashihara reste au sein de la Team H mais a une fonction supérieure aux autres membres puisqu'elle est nommée Manager du Théâtre des HKT48.
En juin 2014 sortira un single de Yuya Uchida dans lequel elle est invitée ; le single s'intitule Shake It Up Baby (シェキナベイベー). La chanson-titre sera la bande originale du film Barairo no Buko (薔薇色のブー子) dans lequel Sashihara joue le rôle principal. En outre, Haruna Kojima (AKB48) est également une apparition dans le film.
L'émission de divertissement HKT48 Tonkotsu Mahou Shoujo Gakuin (HKT48 トンコツ魔法少女学院) animée par Rino Sashihara et les membres des HKT48 sort en DVD le 20 juin. Dans cette émission télévisée, les membres du groupe reçoivent des personnalités du monde du divertissement en tant qu'invités, et font face à divers challenges ; le concept est que les filles sont élèves dans une école de magie. Le programme a été diffusé entre juillet et septembre 2013 sur NTV.
La jeune femme devient encore une fois gagnante à 7th General Election 2015.
En février 2016, il est annoncé que le 3e photobook de Sashihara Scandal Addiction (スキャンダル中毒) sera publié le 22 mars suivant. À cette occasion, Sashihara Rino a relevé le défi de donner une image d'elle plus sexy telle une « gravure idol ». Selon la description, les photos d'elle en sous-vêtements ont notamment pour objectif de mettre en valeur ses jambes et son derrière. La séance photos a eu lieu au cours du voyage de Sasshi à Las Vegas en octobre dernier dans une chambre d'hôtel, également à l'Hôtel Bellagio, dans un centre-ville, etc. Le livre inclut aussi une longue interview dans laquelle Sashihara évoque en particulier sa vie d'idole et les élections générales de AKB48.
En février 2017, en plus de ses fonctions de manager du Théâtre des HKT48, il est annoncé qu'elle effectuera ces mêmes services pour le théâtre du tout nouveau groupe sœur STU48 qui commencera ses activités à l'été 2017
En décembre 2018, son départ des HKT48 est annoncé. Il aura lieu le 28 avril 2019 lors d'un concert au Yokohama Stadium de Yokohama.

## Placements aux AKB48 Senbatsu General Election
| Année | Édition     | Single d'AKB48                   | Rang | Source |
| ----- | ----------- | -------------------------------- | ---- | ------ |
| 2009  | 1re édition | Iiwake Maybe                     | #27  | [ 20 ] |
| 2010  | 2e édition  | Heavy Rotation                   | #19  | [ 20 ] |
| 2011  | 3e édition  | Flying Get                       | #9   | [ 20 ] |
| 2012  | 4e édition  | Gingham Check                    | #4   | [ 21 ] |
| 2013  | 5e édition  | Koi Suru Fortune Cookie          | #1   | [ 22 ] |
| 2014  | 6e édition  | Kokoro no Placard                | #2   | [ 23 ] |
| 2015  | 7e édition  | Halloween Night                  | #1   | [ 24 ] |
| 2016  | 8e édition  | Love Trip / Shiawase o Wakenasai | #1   | [ 25 ] |
| 2017  | 9e édition  | #SukiNanda                       | #1   | [ 26 ] |

## Discographie

### En solo
Singles
| Année | Titre                                                         | Classements   | Classements       | Ventes         |
| Année | Titre                                                         | Oricon (Phy.) | Billboard Hot 100 | Ventes         |
| ----- | ------------------------------------------------------------- | ------------- | ----------------- | -------------- |
| 2012  | Soredemo Suki da yo (それでも好きだよ)                        | 2             | 1                 | JPN : 200 000+ |
| 2012  | Ikuji Nashi Masquerade (意気地なしマスカレード) (avec AnRiRe) | 1             | 4                 | JPN : 200 000+ |

### Avec HKT48
Singles
| Année | Titre                          | Rôle   | Notes                                              |
| ----- | ------------------------------ | ------ | -------------------------------------------------- |
| 2013  | Suki! Suki! Skip!              | Face-A | Participation à Onegai Valentine et Ima ga Ichiban |
| 2013  | Melon Juice                    | Face-A | Participation à Doro no Metronome                  |
| 2014  | Sakura, Minna de Tabeta        | Face-A | Participation à Kimi wa Doushite? and Kidoku Suru  |
| 2014  | Hikaeme I love you!            | Face-A |                                                    |
| 2015  | 12 Byō                         | Face-A |                                                    |
| 2015  | Shekarashika! (feat. Kishidan) | Face-A |                                                    |
| 2016  | 74 Okubun no 1 no Kimi e       | Face-A |                                                    |

## Filmographie
- 2012 - Muse no Kagami (劇場版 ミューズの鏡〜マイプリティドール〜)
- 2013 - Kodomo Keisatsu (コドモ警察)
- 2013 - I'll Give It My All... Tomorrow (俺はまだ本気出してないだけ)
- 2014 - Barairo no Buko (薔薇色のブー子)
- 2015 - Crayon Shin-Chan: My Moving Story! Cactus Large Attack!
- 2019 - ONE PIECE: Stampede